# Toquelau
Toquelau (em inglês: Tokelau; pronunciado em inglês: [ˈtoʊkəlaʊ]; conhecido anteriormente como Ilhas da União e, até 1976, conhecido oficialmente como Ilhas Tokelau) é um pequeno arquipélago na Polinésia, no sul do oceano Pacífico, e um território dependente da Nova Zelândia, que corresponde às ilhas de mesmo nome, formadas por três atóis de corais tropicais: Atafu, Nucunonu e Fakaofo. Além desses três, a Ilha Swains (Olohega), que faz parte do mesmo arquipélago, é objeto de uma disputa territorial em andamento; atualmente é administrada pelos Estados Unidos como parte da Samoa Americana. Os vizinhos mais próximos de Toquelau são Quiribáti, a norte; as Ilhas Cook, a leste; Samoa e a Samoa Americana, a sul; e Tuvalu, a oeste.
Toquelau tem uma população de aproximadamente 1.500 pessoas; tem a quarta menor população de qualquer estado soberano ou dependência do mundo. No censo de 2016, cerca de 45% de seus residentes nasceram no exterior, principalmente em Samoa ou Nova Zelândia. A população tem uma expectativa de vida de 69 anos, o que é comparável à de outras nações insulares da Oceania. Aproximadamente 94% da população fala toquelauano como primeira língua. Toquelau tem a menor economia de qualquer nação. É líder em energia renovável, sendo a primeira nação 100% movida a energia solar do mundo. Como não há estradas nem automóveis, todo o transporte em Toquelau é feito por mar. De acordo com um relatório da Organização das Nações Unidas de 1989, Toquelau faz parte das ilhas que podem desaparecer no século XXI caso não sejam tomadas medidas para conter o efeito estufa, que aumenta o nível dos oceanos. Cada atol tem seu próprio centro administrativo.
Toquelau é oficialmente referida como uma nação tanto pelo governo da Nova Zelândia quanto pelo governo de Toquelau. É uma nação livre e democrática com eleições a cada três anos. No entanto, em 2007, a Assembleia Geral das Nações Unidas incluiu Toquelau em sua lista de territórios não autônomos. Sua inclusão nesta lista é controversa, pois os toquelauanos recusaram duas vezes por uma pequena margem de votos por mais autodeterminação, e a pequena população das ilhas torna a viabilidade do autogoverno desafiadora. A base dos sistemas legislativo, administrativo e judicial de Toquelau é a Lei das Ilhas Toquelau de 1948, que foi alterada várias vezes. Desde 1993, o território elege anualmente seu próprio chefe de governo, o Ulu-o-Tokelau. Antes de 1993, o administrador de Toquelau era o mais alto funcionário do governo e o território era administrado diretamente por um departamento do governo da Nova Zelândia. O administrador-geral é escolhido pelo ministro das Relações Exteriores da Nova Zelândia. A posse da terra é exclusividade dos nativos. As principais fontes de renda do arquipélago são a venda de licenças de pesca, a produção de um tipo especial de atum, o coco e a venda de selos postais.
Em 2014, o domínio de internet de Toquelau (.tk) era o segundo domínio com mais endereços registrados, com mais de 25 milhões de endereços, perdendo apenas para o domínio ".com".

## Etimologia
A palavra Toquelau, do originário Tokelau, é uma palavra polinésia que significa "vento do norte". As ilhas Tokelau foram nomeadas anteriormente como Ilhas da União por exploradores europeus em um momento anterior. As Ilhas Tokelau foram adotadas como o nome oficial das ilhas em 1946. O nome foi oficialmente encurtado para Tokelau em 9 de dezembro de 1976.

## História

### Período pré-colonização

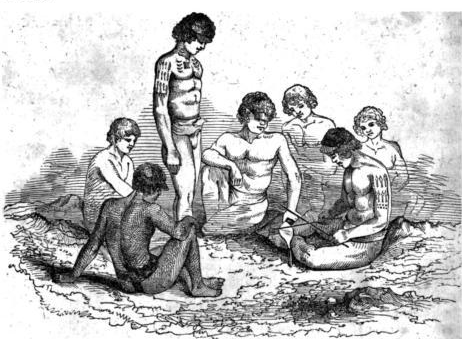
Gravura de 1841, na qual são retratados os povos nativos de Toquelau

Antes da chegada dos europeus, o grupo de ilhas era dominado por tribos polinésias, que mantinham uma tradição politeísta, se dividiam em clãs e tinham na pesca o seu principal meio de subsistência. Os três atóis do arquipélago possuíam organizações políticas independentes, mantendo uma certa coesão social e linguística.

### Contato com outros povos
O primeiro navegador a atracar na ilha foi o inglês John Byron, em 1765. Após isso, as primeiras expedições planejadas para explorar as ilhas aconteceram no ano de 1825. Além dos britânicos, O arquipélago também foi visitado por americanos e franceses, que submeteram os nativos ao processo de catequização.[carece de fontes?]

### Período como colônia
Os atóis, então chamados de Ilhas União, tornam-se protetorado britânico em 1877. A pedido dos habitantes, o Reino Unido inclui o território na colônia formada pelas ilhas Gilbert e Ellice, atuais Quiribáti e Tuvalu. A administração é transferida para a Nova Zelândia em 1925.

## Política
Em 1987, Toquelau reivindica maior autonomia política, que vem sendo adquirida por meio de medidas econômicas, como a instituição de impostos para serviços de saúde e educação nos anos 1990. Para evitar maiores danos aos cardumes de atum, em 1989 é proibido o uso de redes de pesca. Em 1994 as instituições administrativas e políticas, antes localizadas em ilhas vizinhas, começam a ser transferidas para o arquipélago. No mesmo ano é adotado um plano para a gradual autonomia da ilha no período de dez anos.[carece de fontes?]
Reformas eleitorais são introduzidas na década de 1990, e, nas eleições de 1999, o General Fono, mais alto corpo consultivo do território, tem pela primeira vez seus delegados eleitos para um mandato de três anos.
Apesar dos desejos de maior autonomia, os habitantes das ilhas temem que a Nova Zelândia inicie um processo de afastamento de Toquelau. Isso leva o chanceler neozelandês a declarar publicamente, em abril de 2000, que o seu governo não vai impor a independência ao território nem fazer nenhuma mudança no seu status político sem antes consultar a população.
No início de 2001, o presidente da Comissão de Serviços Públicos de Toquelau afirma que a população das ilhas está reticente em abandonar a cidadania neozelandesa e reitera que os dois lados têm até 2010 para tomar uma decisão. Em julho, a administração dos serviços públicos é formalmente transferida para Toquelau.
Entre 13 e 15 de fevereiro de 2006, a população de Toquelau rejeitou por referendo controlado pelas Nações Unidas a independência, optando por continuar a sua autonomia no quadro de uma livre associação com a Nova Zelândia.
Em 2011, Toquelau e toda a sua população "pularam" o dia 30 de dezembro, que não existiu no arquipélago, tendo o território "passado" para o lado ocidental da Linha Internacional de Mudança de Data, que foi alterada a desejo das autoridades toquelauanas.

## Geografia

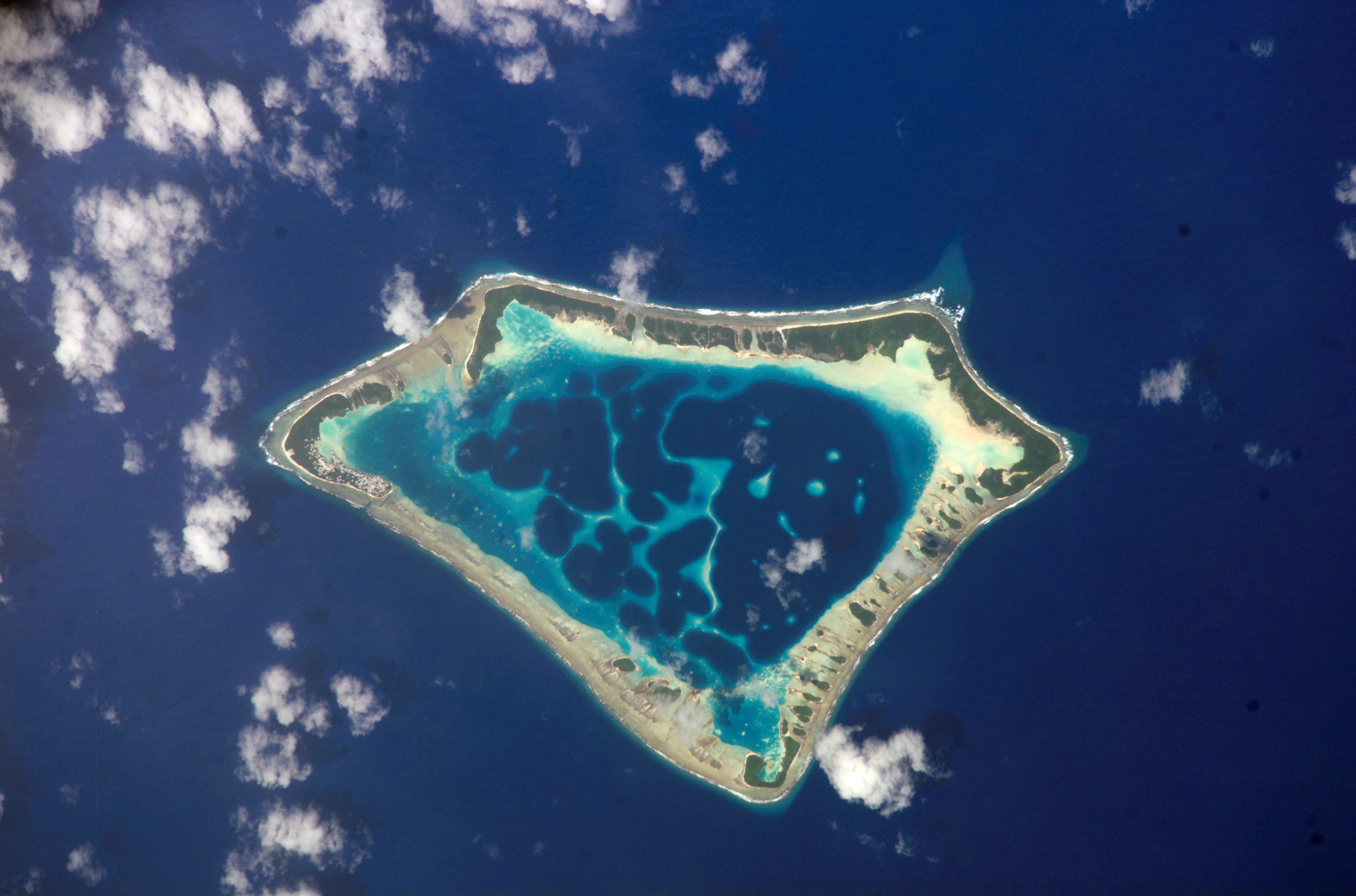
Atafu

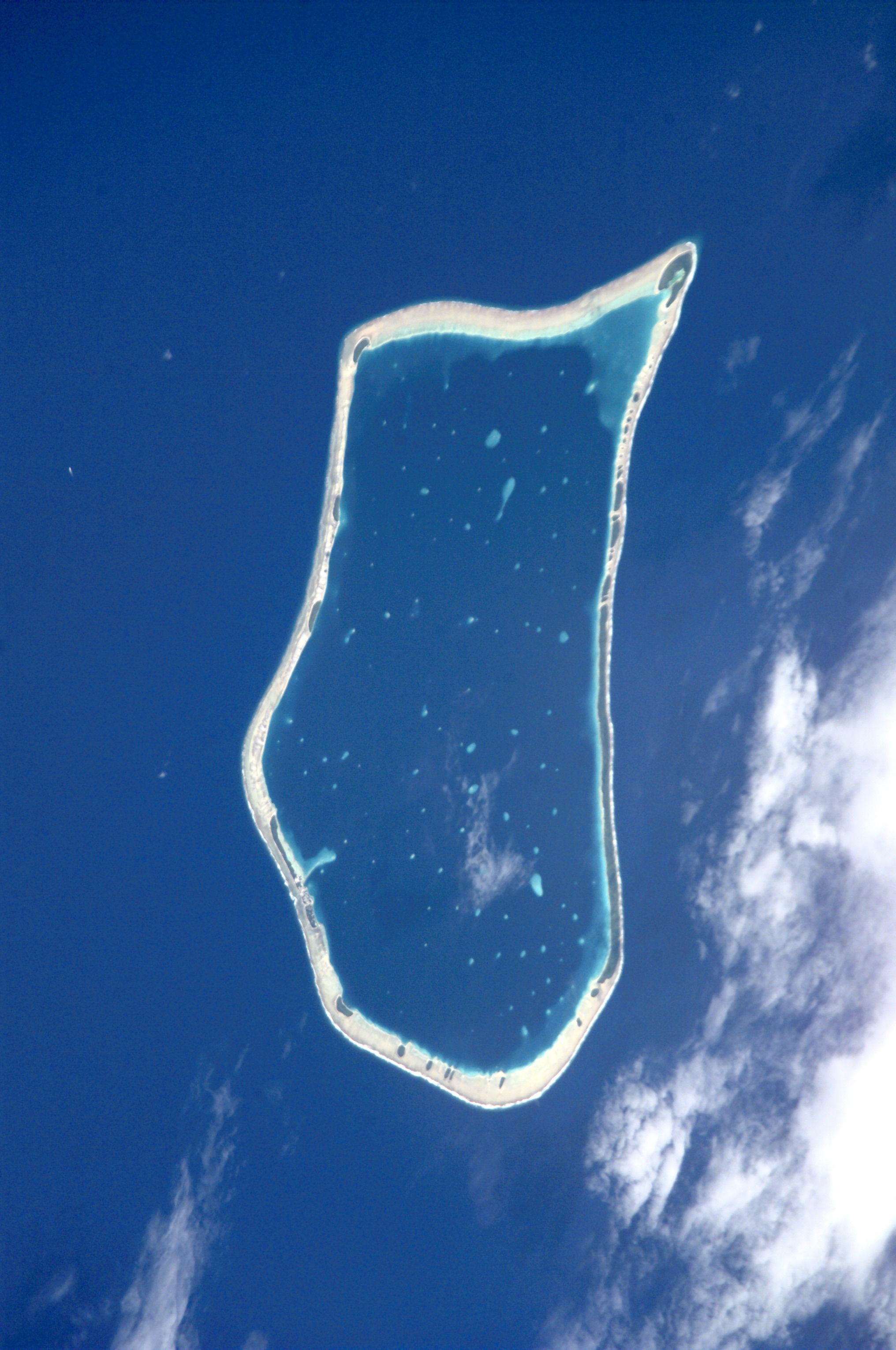
Nucunonu

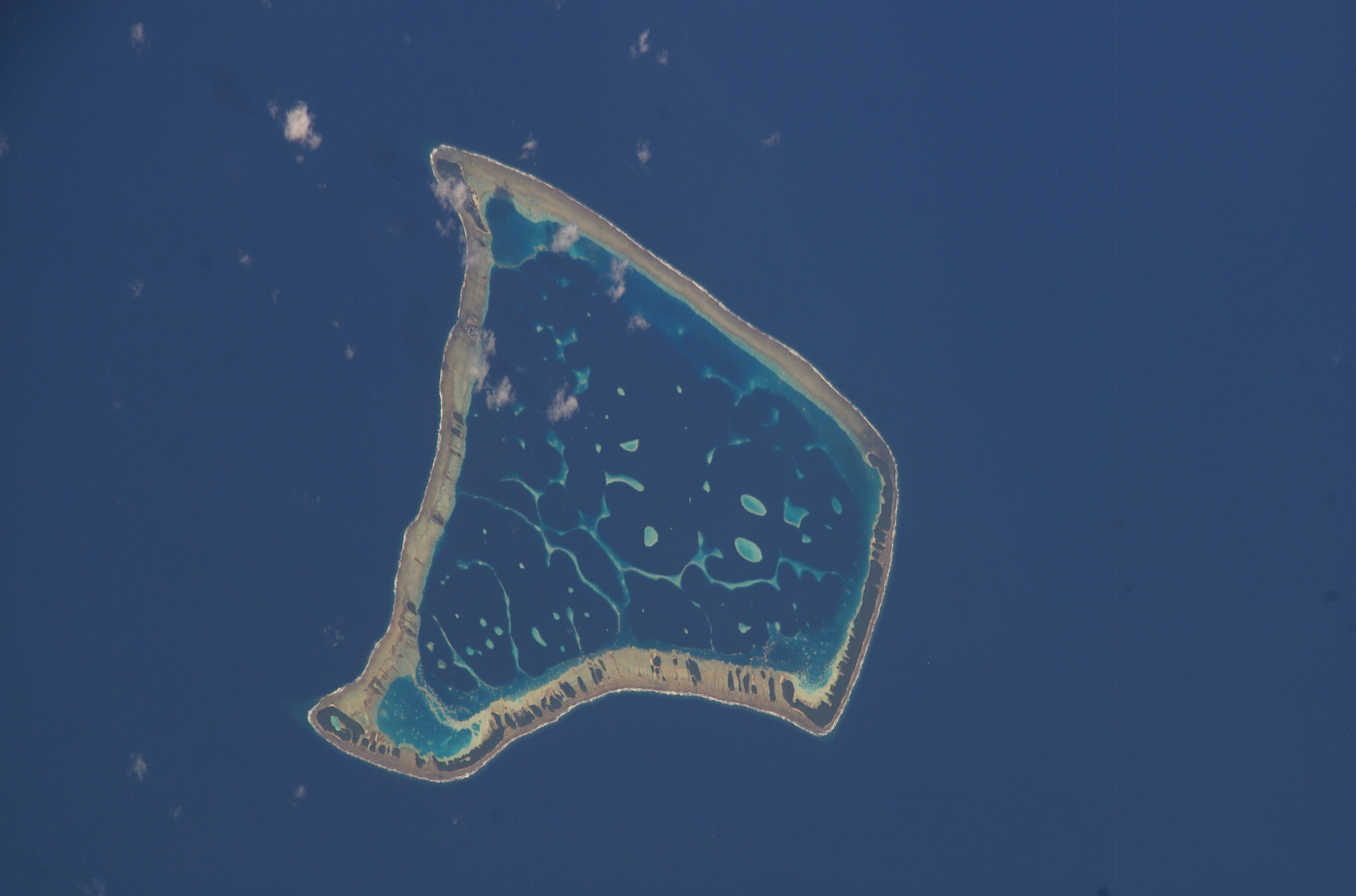
Fakaofo

Toquelau inclui três atóis; Atafu, Nucunonu e Fakaofo, situados no Oceano Pacífico Sul entre longitudes 171° e 173° W e entre as latitudes 8° e 10° S, próximos ao Havaí e a Nova Zelândia. De Atafu, ao norte, até Fakaofo, ao sul, a área marítima de Toquelau se estende por menos de 200 km. Sua área de terra combinada é de 10,8 km2 (4,2 m²). Os atóis têm uma série de ilhas de corais, onde as aldeias estão situadas. O ponto mais alto de Toquelau está a apenas 5 metros acima do nível do mar. Não há portos em Toquelau que comportem navios de grande porte, no entanto, todos os três atóis têm um cais para o qual os suprimentos e passageiros desembarcam. Há uma quarta ilha que possui ligações e históricas e culturais com Toquelau, mas não está integrada politicamente com o arquipélago. A ilha em questão é a Ilha Swains, que está sob o controle dos Estados Unidos desde 1900 e administrada como parte da Samoa Americana desde 1925.

## Demografia
De acordo com o Censo de Toquelau de 2016, o arquipélago tem uma população residente de jure aproximadamente de 1.499 pessoas. O censo mostra um aumento de 6,2% na população residente entre 2011 e 2016.
A os nativos de Toquelau são chamados de toquelauanos, sendo que todos estes são da etnia polinésia; sem grupos minoritários registrados. Cerca de 84% dos habitantes são de fato toquelauanos; sendo os demais habitantes samoanos e vanuatuenses. A língua principal — falada por mais de 90% dos habitantes — é o toquelauano, mas quase 60% da população também falam inglês. A ilha mais habitada é a ilha de Atafu, enquanto a de menor população é Nucunonu. Cerca de 95% da população é adepta do cristianismo, sendo os outros 5% seguidores de outras religiões.